# Haurokoa filicicola
Haurokoa filicicola är en spindelart som beskrevs av Forster och Wilton 1973. Haurokoa filicicola ingår i släktet Haurokoa och familjen Tengellidae. Inga underarter finns listade i Catalogue of Life.